# یوهان کروزیت
یوهان کروزیت (انگلیسی: Yohan Croizet؛ زادهٔ ۱۵ فوریهٔ ۱۹۹۲) بازیکن فوتبال اهل فرانسه است.
از باشگاه‌هایی که در آن بازی کرده‌است می‌توان به باشگاه فوتبال اود-هورلی لوون، باشگاه فوتبال مشلان، و باشگاه فوتبال متس اشاره کرد.